# العضيد (مسلسل)
العضيد هو مسلسل كويتي من تاليف عبد العزيز المسلم وقصة سيناريو وحوار سامي العلي وإنتاج شركة مسرح السلام للإنتاج الإعلامي وإخراج أحمد دعيبس وعرض على القناة الكويتية الأولى والعرض الأول (1 رمضان 1432 هـ - 1 أغسطس 2011).

## قصة العمل
دشنت مجموعة السلام للإنتاج الإعلامي تصوير المسلسل التلفزيوني الجديد 'العضيد' قصة عبد العزيز المسلم وسيناريو وحوار فاطمة الصولة وسامي العلي وإخراج احمد دعيبس ،و يشارك في بطولته نخبة من نجوم الدراما الخليجية بينهم الفنان سعد الفرج ، عبد العزيز المسلم ، عبد الإمام عبد الله ، لمياء طارق ، لطيفة المجرن ، منى شداد، سعاد علي ، منصور المنصور،شوق.
تدور أحداث المسلسل حول التركيز على الوحدة والتماسك بين شعوب المنطقة وبين المجتمع الواحد ضد الفتن والتفرقة.
وقال الفنان عبد العزيز المسلم أن العضيد يحكي حقبة الأربعينات في منطقة الخليج ويركز على السلوك الاجتماعي وكيف كان التعامل بين القبائل والأسر وتعاضدهم معا جميعا إذا أصابهم مكروه.
وأضاف لقد تصدينا لهذا العمل بعد الأحداث التي تمر على ربوع الوطن العربي من اجل الحفاظ على النسيج الاجتماعي في دول الخليج والمحافظة على القيم العربية الأصيلة التي تجمع بينها والالتفاف حول ولي الأمر وطاعته، مشيرا إلى أن العمل يناقش بشكل أو بأخر ما يدور في الشارع الخليجي رغم انه يتناول تاريخ الأجداد وأوضح المسلم إن الثورة في مصر وتونس غيرت الكثير من المفاهيم في الشارع العربي ويجب علينا كمجتمع خليجي أن ننتبه ونحافظ على تماسكا وعاداتنا وتقاليدنا ووحدتنا بالشكل الذي يليق بموروثنا، لافتا إلى أن العمل له أبعاد في غاية الأهمية سيتم الإعلان عنها قريبا في أحد مواقع التصوير.

## بطولة
1. سعد الفرج.
2. عبد العزيز المسلم.
3. عبد الإمام عبد الله.
4. باسمة حمادة.
5. ليلى السلمان.
6. سعاد علي.
7. منى شداد.
8. شيماء علي.
9. يعقوب عبد الله.
10. شوق.
11. عمر اليعقوب.
12. منصور المنصور.
13. ناصر كرماني.
14. أمل عباس.
15. طاهر النجادة
16. بدور عبد الله.
17. هدى إبراهيم.
18. غدير صفر.
19. زهرة دعيج.
20. صلاح حمد خليفة.
21. نور.
22. ناصر الدوب
23. محمد عبد العزيز المسلم.
24. ضاري الرشدان.
25. حنان الرشدان.
26. سالم المسلم.